# Pogo Structures
Pour les articles homonymes, voir Pogo.
Pogo est une gamme de voiliers français de croisière et de compétition, construit par le chantier naval Pogo Structures.

## Détails des modèles

### Voiliers de  croisière
| Nom        | Longueur | Déplacement | Année de lancement | Architecte |
| ---------- | -------- | ----------- | ------------------ | ---------- |
| Pogo 30    | 9,14 m   | 2800 kg     | 2013               | Finot-Conq |
| Pogo 36    | 10,86 m  | 3800 kg     | 2016               | Finot-Conq |
| Pogo 12.50 | 12.18 m  | 5500 Kg     | 2012               | Finot-Conq |
| Pogo 44    | 13.55 m  | 6300 kg     | 2020               | Finot-Conq |
| Pogo 50    | 15.20 m  | 8900 kg     | 2012               | Finot-Conq |

| Nom        | Longueur | Déplacement | Année de lancement | Architecte     |
| ---------- | -------- | ----------- | ------------------ | -------------- |
| Pogo 8.50  | 8.50 m   | 2800 kg     | 1999               | Pierre Rolland |
| Pogo 10.50 | 10,50 m  | 3 600 kg    | 2007               | Finot-Conq     |
| Pogo 40    | 12,18 m  | 4 500 kg    | 2005               | Finot-Conq     |

### Voiliers de compétition
| Nom         | Longueur | Déplacement | Année de lancement | Architecte        |
| ----------- | -------- | ----------- | ------------------ | ----------------- |
| Pogo 40 S4  | 12.18 m  | 4500 kg     | 2020               | Guillaume Verdier |
| Pogo Foiler | 6.50 m   | 830 kg      | 2019               | Guillaume Verdier |
| Pogo 3      | 6.50 m   | 920 kg      | 2014               | Guillaume Verdier |

| Nom        | Longueur | Déplacement | Année de lancement | Architecte        |
| ---------- | -------- | ----------- | ------------------ | ----------------- |
| Pogo 40 S3 | 12.18 m  | 4500 kg     | 2014               | Guillaume Verdier |
| Pogo 40 S2 | 12.18 m  | 4500 kg     | 2010               | Guillaume Verdier |
| Pogo 2     | 6.50 m   | 1000 kg     | 2003               | Finot-Conq        |
| Pogo       | 6.50 m   | 1200 kg     | 1994               | Pierre Rolland    |

Le Pogo 2 a remplacé le Pogo, dessiné par Pierre Roland.
Tous les Pogo sont insubmersibles (le Pogo 2 est « incoulable » selon la jauge Mini).
Très larges par rapport à leur longueur, les Pogo disposent tous d'un double safran.